# سنگ نگاره‌های کوه قلاخلی
سنگ نگاره‌های کوه قلاخلی در شهرستان کمیجان، بخش مرکزی، دهستان اسفندان، روستای یساول واقع شده و این اثر در تاریخ ۲۶ اسفند ۱۳۸۶ با شمارهٔ ثبت ۲۲۱۰۳ به‌عنوان یکی از آثار ملی ایران به ثبت رسیده است.